# کزون، پالاوان
کزون، پالاوان (به لاتین: Quezon, Palawan) یک سکونتگاه مسکونی در فیلیپین است که در پالاوان واقع شده‌است.

## خصوصیات
کزون ۹۴۳٫۱۹ کیلومترمربع مساحت و ۵۵٬۱۴۲ نفر جمعیت دارد.